# Lucio Cesare
Lucio Giulio Cesare Vipsaniano (in latino Lucius Iulius Caesar Vipsanianus; 29 gennaio 17 a.C. – Marsiglia, 2), nato come Lucio Vipsanio Agrippa (Lucius Vipsanius Agrippa) e meglio noto semplicemente come Lucio Cesare, è stato un politico e militare romano, membro della dinastia giulio-claudia.

## Biografia

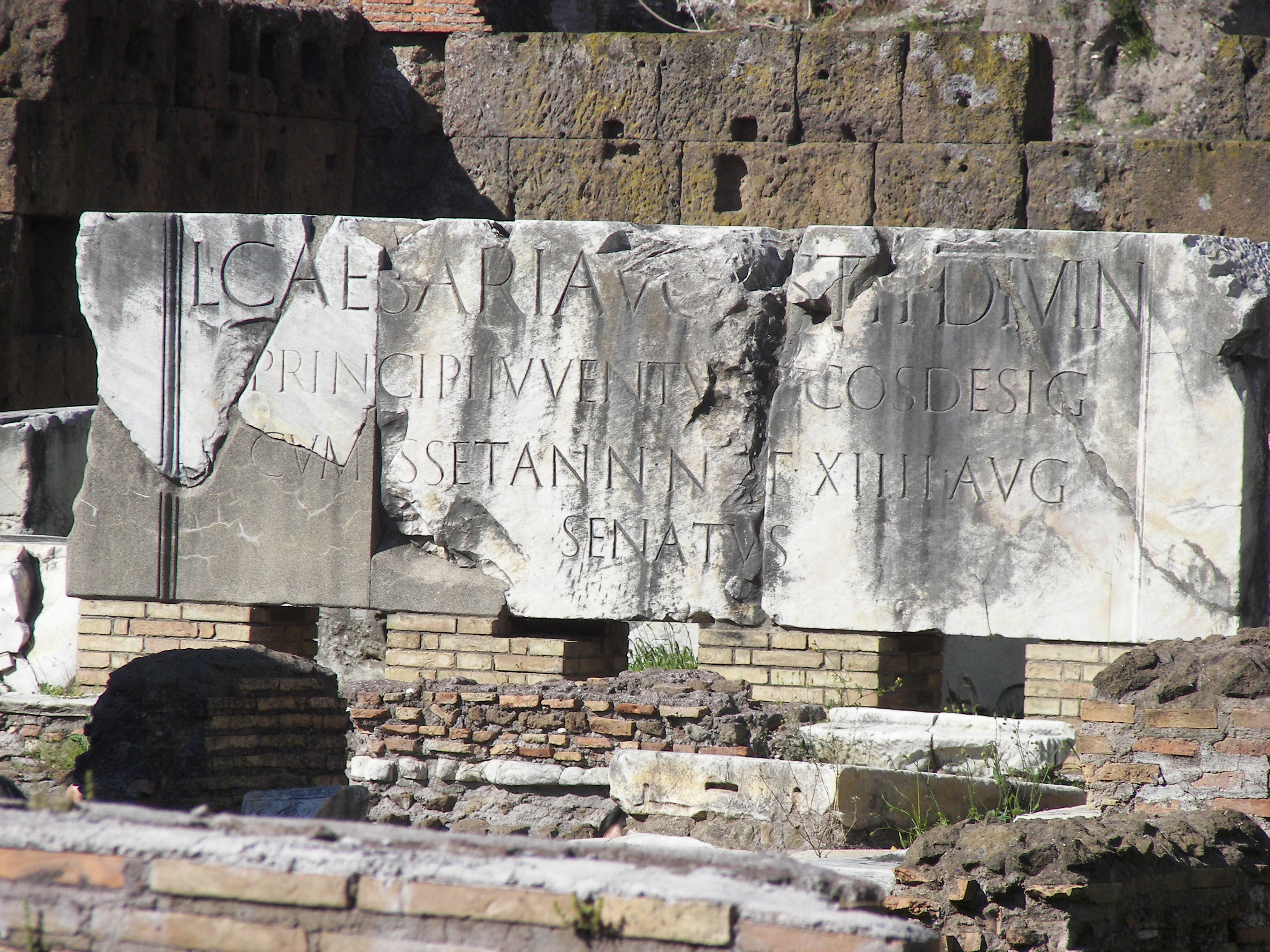
Iscrizione dedicata a Lucio Cesare nel Foro romano

Lucio, figlio di Giulia maggiore e Marco Vipsanio Agrippa, nacque con il nome di Lucius Vipsanius Agrippa.  Quando fu adottato dal nonno materno, l'imperatore Ottaviano Augusto, il suo nome cambiò in Lucius Iulius Caesar Vipsanianus. Alla morte di suo padre (12 a.C.), Augusto lo adottò insieme al fratello Gaio Cesare. Essi crebbero e furono educati dai nonni.
Poiché Lucio e Gaio erano i soli eredi di Augusto, godettero di una rapida ascesa nella carriera militare e politica.
(Svetonio, Augustus, 64.)
Nel 2 d.C. Lucio morì diciannovenne a Massilia in Gallia per una malattia. Diciotto mesi dopo morì anche il fratello Gaio, cosicché Augusto adottò Tiberio come suo erede imperiale.